# Городской Дворец Культуры
Городской Дворец Культуры (до 2021 года — 1629 км) — остановочный пункт Башкирского региона Куйбышевской железной дороги. Находится в городе Уфе, на историческом ходу Транссиба.

## Описание
Используется в Уфимской городской электричке как часть инфраструктуры общественного городского транспорта.

## История
Реконструирован в 2020–2021 годах. В 2021 году присвоено новое название — Городской Дворец Культуры по наименованию ближайшего учреждения культуры — Городского дворца культуры (ранее — Дворца культуры профкома Уфимского завода синтетического спирта имени 40 летия ВЛКСМ).